# Alaszkában történt légi közlekedési balesetek listája
Az Alaszkában történt légi közlekedési balesetek listája az Amerikai Egyesült Államok Virginia államában történt halálos áldozattal járó, illetve a kisebb balesetek, meghibásodások miatt történt, gyakran csak az adott légiforgalmi járművet érintő baleseteket is tartalmazza évenkénti bontásban.

## Alaszkában történt légi közlekedési balesetek

### 1955
- 1955. június 22. Szent Lőrinc-sziget. Két orosz MiG–15-ös típusú vadászgép lelőtte az Amerikai Egyesült Államok Légierejének BuNo 131515 lajstromjelű Lockheed P2V-5 típusú repülőgépét, amely járőrözést hajtott végre. A gép 11 fős személyzetéből 4 fő a tűzharcban sérült meg, további 6 fő a leszállás közben sérült meg.[1]

### 1962
- 1962. október 27. 22:25 (helyi idő szerint), Kotzebue repülőtér. Charles W. Maultsby U–2 típusú felderítő repülőgépével kényszerleszállást hajtott végre, sérülés nem történt. A felderítő repülés közben a szovjet légtérbe is berepült, majd visszafelé úton kifogyott a gép üzemanyaga.[2]

### 1963
- 1963. január 10., NAS Kodiak Légibázis közelében. Az Amerikai Egyesült Államok Haditengerészetének P2V-7 típusú, BUNO 135559 lajstromjelű repülőgépe a rossz időjárási körülmények közepette megkísérelte a leszállást, ami közben földnek csapódott. A személyzet tagjai közül 7 személy életét vesztette, 5 fő túlélte a balesetet.[3]

### 2018
- 2018. augusztus 4. 18:00 (helyi idő szerint), Denalitól 14 mérföldnyire délnyugatra. A K2 Aviation légiforgalmi vállalat de Havilland Canada DHC–2 Beaver típusú repülőgépe lezuhant. A gépen 4 lengyel állampolgárságú utas és a pilóta tartózkodott. A balesetben 4 fő életét vesztette.[4][5][6]